# Evžen Horňák
Eugen Horniak, (nacido el 28 de agosto de 1926 en Ružindol, Checoslovaquia - Bratislava, 6 de octubre de 2004) fue un jugador eslovaco de baloncesto. Consiguió una medalla de bronce en el Eurobasket de Hungría 1955 con Checoslovaquia. 